# Tiffany Trump
Tiffany Ariana Trump (ur. 13 października 1993 w West Palm Beach) – amerykańska celebrytka, córka Donalda Trumpa, obecnego prezydenta Stanów Zjednoczonych, i jego drugiej żony, Marli Maples.

## Życiorys
Jest jedynym dzieckiem Donalda Trumpa i Marli Maples. Jej imię nawiązuje do firmy Tiffany & Co. Rodzice Tiffany wzięli ślub 2 miesiące po jej narodzinach. 
Po rozwodzie rodziców w czerwcu 1999 mieszkała z matką na Zachodnim Wybrzeżu, gdzie ukończyła prywatną Viewpoint School w Calabasas w hrabstwie Los Angeles. W maju 2016 ukończyła studia na wydziałach socjologii oraz kulturowych studiów miejskich na Uniwersytecie Pensylwanii w Filadelfii, gdzie należała do siostrzeństwa Kappa Alpha Theta (ΚΑΘ). Podczas studiów nagrała w 2014 singiel „Like a Bird”. Była stażystką w redakcji magazynu mody Vogue oraz pozowała jako modelka na pokazie mody podczas Fashion Week 2016 w Nowym Jorku. Od 2017 jest studentką prawa na Georgetown University w Waszyngtonie.
Podczas wyborów prezydenckich w 2016 wspierała kampanie wyborcze ojca w stanach Nowy Jork i Pensylwania.
Jest znaną osobowością internetową w globalnej sieci społecznej. W 2015 została zaliczona przez Business Insider do pięciu bogatych dzieci w serwisie fotograficznym Instagram. W grudniu 2018 jej profil na Twitterze osiągnął 544 000 a na Instagramie 1 000 000 obserwujących.

## Dyskografia
- 2014: singel „Like a Bird”